# Колосков, Василий Петрович
Васи́лий Петро́вич Колоско́в (19 августа 1922, Бессоновка, Пензенская губерния — 16 мая 1973) — командир расчета 76-мм пушки 173-го стрелкового полка, сержант.

## Биография
Родился 18 августа 1922 года в селе Бессоновка Пензенского уезда Пензенской губернии (ныне районный центр в Пензенской области).
В апреле 1941 года был призван в Красную Армию. В боях Великой Отечественной войны с октября 1941 года. Воевал в морской пехоте, в артиллерии, защищал Ленинград, освобождал Карельский перешеек. К лету 1944 года младший сержант Колосков командовал расчётом 76-мм пушки 173-го стрелкового полка 90-й стрелковой дивизии.
14 июня 1944 года в районе поселка Тюрисевя младший сержант Колосков, выкатив орудие на прямую наводку, уничтожил дзот противника с противотанковой пушкой и вывел из строя пулемет, прикрывавший переправу через реку Райволан-Йоки. Переправившись на другой берег реки, метким огнём проделал проходы в проволочных заграждениях противника, содействуя успеху стрелковых подразделений в штурме вражеских укреплений.
Приказом от 4 июля 1944 года младший сержант Колосков Василий Петрович награждён орденом Славы 3-й степени.
17 сентября 1944 года при прорыве обороны противника севернее города Тарту расчет сержанта Колосков огнём орудия уничтожил 2 дзота с личным составом, разбил 3 пулемёта и вывел из строя противотанковое орудие.
Приказом от 9 октября 1944 года сержант Колосков Василий Петрович награждён орденом Славы 2-й степени.

Бюст на аллее Героев в Бессоновке

14 января 1945 года при прорыве обороны противника в районе населённого пункта Дзержаново сержант Колосков с расчётом вывел из строя 2 пулемёта, свыше отделения солдат и подавил огневую точку противника.
Указом Президиума Верховного Совета СССР от 24 марта 1945 года за мужество, отвагу и героизм, сержант Колосков Василий Петрович награждён орденом Славы 1-й степени. Стал полным кавалером ордена Славы.
В 1945 году был демобилизован. Вернулся на родину. С 1963 года жил в городе Пензе. Работал слесарем-инструментальщиком, наладчиком автоматизированных линий на заводе «Металлостройдеталь» № 3. Скончался 16 мая 1973 года.
Награждён орденами Отечественной войны 2-й степени, Славы 3-х степеней, медалями.

## Увековечение памяти
- Бюст Василия Колоскова установлен на аллее Героев в селе Бессоновка Бессоновского района Пензенской области.